# Aconitum coreanum
Aconitum coreanum är en ranunkelväxtart som först beskrevs av Hector Léveillé och fick sitt nu gällande namn av Rajmund Rapaics.
Aconitum coreanum ingår i släktet stormhattar och familjen ranunkelväxter. Inga underarter finns listade i Catalogue of Life.